# شهرستان ایندیان ریور (فلوریدا)
شهرستان ایندیان ریور، فلوریدا (به انگلیسی: Indian River County, Florida) یک سکونتگاه مسکونی در ایالات متحده آمریکا است که در فلوریدا واقع شده‌است.

## خصوصیات
شهرستان ایندیان ریور ۱٬۵۹۸٫۰۳ کیلومترمربع مساحت دارد.